# 土地と自由 (ロシア)
土地と自由（ロシア語:Земля и воля、ローマ字表記: Zemlya i volya または Zemlia i volia; 「土地と解放」と訳されることもある）は、1861年から1864年にかけて活動したロシアの秘密革命組織であり、1876年から1879年にかけては政党として再結成された。ナロードニキ運動の中核的な機関であった。

## 第一期 (1861年–1864年)
この組織の思想的指導者はアレクサンドル・ゲルツェンとニコライ・チェルヌイシェフスキーであった。参加者たちは農民革命の準備を目標とし、その綱領文書はゲルツェンとニコライ・オガリョフの思想の影響を受けて作成された。オガリョフは自身の論文の一つで「土地と自由」という言葉を造語していた。
組織の最初の実行委員会には、設立者である以下の6名が含まれていた。
- ニコライ・オブルチェフ
- セルゲイ・ルイマレンコ
- ニコライとアレクサンドルのセルノ＝ソロヴィエヴィッチ兄弟
- アレクサンドル・スレプツォフ
- ヴァシリー・クロチキン

「土地と自由」は13から14の都市に拠点を置くサークルの連合体であった。最大規模のサークルはモスクワ（ユーリー・モソロフ、ニコライ・シャチーロフ）とサンクトペテルブルク（ニコライ・ウーチン、ナタリア・コルシーニ）に存在した。戦闘的な性格を持っていた「土地と自由」は、アンドレイ・ポテブニャ少尉が率いる「ポーランドにおけるロシア人将校委員会」とも連携した。アレクサンドル・スレプツォフが入手した資料によると、「土地と自由」のメンバーは3000人にのぼり、モスクワ支部だけでも400人が所属していた。
1862年夏、帝政当局は組織に深刻な打撃を与え、指導者であるチェルヌイシェフスキーとセルノ＝ソロヴィエヴィッチ、そして革命家たちと関係のあった急進的ジャーナリスト、ドミトリー・ピーサレフを逮捕した。1863年、地主と農民に関する勅許状の期限が切れることから、組織のメンバーは大規模な農民蜂起を期待し、ポーランドの革命家たちと協力してこれを組織しようと計画していた。しかし、ポーランドの地下組織メンバーは約束の期日より早く蜂起を組織せざるを得なくなり、ロシアでの農民蜂起への期待は実現しなかった。加えて、自由主義者の大半は、国内で始まっていた改革の進歩を信じていたため、革命陣営への支持を拒否した。これらの要因が重なり、「土地と自由」は1864年初頭に解散を余儀なくされた。

## 第二期 (1876年–1879年)
1876年にナロードニキ組織として再建された第二期の「土地と自由」には、以下の人々などが名を連ねていた。
- アレクサンドル・ミハイロフ
- ゲオルギー・プレハーノフ
- マルク・ナタンソン
- ドミトリー・リゾグーブ

以下は後に加わった。
- セルゲイ・ステプニャク＝クラフチンスキー
- ニコライ・モロゾフ
- ソフィア・ペロフスカヤ
- レフ・チホミーロフ
- ニコライ・チュッチェフ

組織の総勢は約200名であった。「土地と自由」はその活動において、幅広い層の共感者に支えられていた。「土地と自由」という名称は、1878年末に同名の機関誌が発行されたことに伴い、このナロードニキ組織に正式に名付けられた。
組織は、中央サークル（活動内容に応じて7つの専門グループに細分化）と、帝国内の多くの大都市に拠点を置く地方グループから構成されていた。「土地と自由」は同名の機関誌を発行していた。「土地と自由」のメンバーであるニコライ・クレトチニコフは、皇帝官房第三部に潜入していた。
革命家たちはサラトフ、ニジニ・ノヴゴロド、サマーラ、アストラハン、タンボフ、プスコフ、ヴォロネジ、ドン地方などの県で「定住」することを選んだ。彼らはまた、北カフカースやウラル地方にも革命活動を広げようと試みた。「土地と自由」は革命文献の秘密出版と配布を組織し、労働者の間で宣伝活動を行い、1878年から1879年にかけてサンクトペテルブルクでのいくつかのストライキに参加した。また、ペテルブルクやその他の都市でデモを組織・支援することにより学生運動の発展にも影響を与え、1876年のいわゆるカザン広場デモンストレーションでは、初めて組織の存在を公に認めることとなった。
カザン広場デモンストレーションは、ロシアで初めて先進的な労働者が参加した政治デモであった。このデモは、「土地と自由」のナロードニキおよび連携する労働者サークルのメンバーによって、サンクトペテルブルクのカザン広場で組織・実行された。広場には約400人が集まり、そこでゲオルギー・プレハーノフが聴衆に対して情熱的な革命演説を行った。
農村における革命活動への失望、政府による弾圧の強化、露土戦争中の政治的不満、そして革命的情勢の成熟といった要因が、「土地と自由」組織内部における新たな思潮の発生と発展を後押しした。

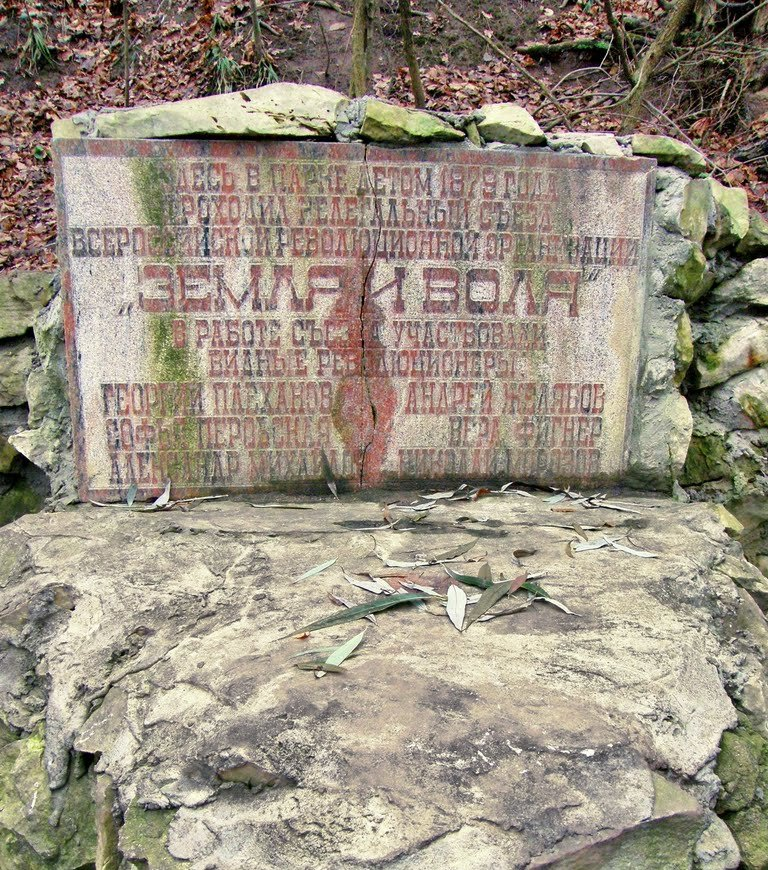
ヴォロネジで開催された「土地と自由」最後の大会跡地に設置された記念銘板。

1879年6月、リペツクでリペツク会議が開催された。会議に集まった「土地と自由」のメンバーには以下の人々などがいた。
- アレクサンドル・ミハイロフ
- アレクサンドル・クヴャトコフスキー
- レフ・チホミーロフ
- ニコライ・モロゾフ
- アンドレイ・ジェリャーボフ

会議は、ツァーリ専制政治に対する政治闘争の必要性を主要かつ独立した任務として認識し、これを組織の綱領に盛り込むことを決定した。リペツク会議の参加者たちは自らを社会革命党実行委員会であると宣言し、中央集権、規律、陰謀を原則とする規約を採択した。この実行委員会は、ヴォロネジで開催される「土地と自由」のメンバーによる全体会議が新しい綱領に同意した場合、テロの実行を引き受けることになっていた。
農村での扇動という従来戦略の支持者で「村落派（デレヴェンシチキ）」と呼ばれるグループと、組織的なテロ手段による政治闘争への移行を主張する「政治派（ポリティキ）」との間の意見対立は、1879年6月の「土地と自由」ヴォロネジ会議の開催へとつながった。
村落派の主要メンバー
- ゲオルギー・プレハーノフ
- ミハイル・ポポフ
- オーシプ・アプテクマン

政治派の主要メンバー
- アレクサンドル・ミハイロフ
- アレクサンドル・クヴャトコフスキー
- ニコライ・モロゾフ
- レフ・チホミーロフ

この会議で両派は短期的な妥協に至った。会議の参加者は、以下を含めた約20人であった。
- ゲオルギー・プレハーノフ
- アレクサンドル・ミハイロフ
- アンドレイ・ジェリャーボフ
- ヴェーラ・フィグネル
- ソフィア・ペロフスカヤ
- ニコライ・モロゾフ
- ミハイル・フロレンコ
- オーシプ・アプテクマン

政治闘争とテロを支持する派（ジェリャーボフ、ミハイロフ、モロゾフら）は、リペツク会議で形成された緊密なグループとしてこの会議に臨んだ。会議の決議は妥協的なものであり、人民の中での活動と並行して、政治テロの必要性も認められた。プレハーノフは、テロに傾倒することが人民の中で活動する展望にとって危険であると主張し、「土地と自由」から正式に離脱して会議を去った。
1879年8月15日までに「土地と自由」は分裂し、テロリズムを重視する派閥は「人民の意志」派を、農村での宣伝活動を重視するプレハーノフらの派閥は「土地総割替」派を結成し、2つの独立した組織となった。

## 綱領
1876年にサンクトペテルブルクで「土地と自由」が結成される以前には、1873年から1875年にかけて行われた「人民の中へ（ヴ・ナロード）」運動の分析が行われた。その結果、「土地と自由」のメンバーは、後に「ナロードニキ的「人民に近い」、ポピュリスト的）」と呼ばれることになる綱領の基礎を明確にした。
彼らは、農民をその基盤とする、ロシア独自の非資本主義的な発展の可能性を認めていた。「土地と自由」のメンバーは、運動の目的とスローガンを、彼らが信じるように、農民の間に既に存在していた独立した革命的願望に適合させる必要があると考えた。綱領は「集産主義的無政府主義」の理想を宣言し、「土地と自由！」というスローガンに集約されたその要求は、全土地の「農村勤労階層の手への」均等な分配、「完全な共同体的自治」、そしてロシア帝国の「地元住民の希望に応じた」各地域への分割を可能にすることを目指していた。
「土地と自由」の綱領はまた、メンバーの意見によれば、「国家の解体」を目的とした一連の行動方針も想定していた。特に、それは「政府の最も有害または著名なメンバー」の物理的排除を許容していた。「土地と自由」による最も有名なテロ行為は、1878年の憲兵長官ニコライ・メゼンツォフの暗殺であった。
「土地と自由」のメンバーは、労働者階級を「二番手」の役割を果たすべきものと見なすのとは対照的に、農民を主要な革命勢力と見なしていた。「強制的なクーデター」の不可避性という認識から出発し、革命家たちは扇動活動や反乱、デモ、ストライキの組織化を非常に重要視した。「土地と自由」は、1870年代の革命運動における「反抗的」潮流を代表していた。ウラジーミル・レーニンは、「土地と自由」の「全ての不満分子を組織に引き入れ、この組織を専制政治に対する断固たる闘争へと向かわせようとした努力…それがその偉大な歴史的功績であった」と述べている。

## 関連ページ
- 人民の意志
- 土地総割替
- ロシア・ニヒリズム運動

## 参照
1. 1 2  “Zemlya i Volya”. Encyclopædia Britannica.
2. ↑  Edie, James M.; Scanlan, James; Zeldin, Mary-Barbara (1994). Russian Philosophy Volume II: the Nihilists, The Populists, Critics of Religion and Culture. University of Tennessee Press. pp. 116
3. ↑  Yarmolinsky 2014, p. 126.
4. ↑  Yarmolinsky 2014, p. 125.
5. ↑  Yarmolinsky 2014, pp. 128–129.
6. ↑  Yarmolinsky 2014, pp. 125–126.
7. ↑  Yarmolinsky 2014, p. 128.
8. ↑  Yarmolinsky 2014, p. 130.
9. ↑  Yarmolinsky 2014, pp. 210–211.
10. 1 2  Trapeznik 2007, p. 10.
11. ↑  Yarmolinsky 2014, pp. 215.
12. ↑  Yarmolinsky 2014, pp. 215–216.
13. ↑  Yarmolinsky 2014, p. 216.
14. ↑  Yarmolinsky 2014, pp. 223–224.
15. ↑  Yarmolinsky 2014, pp. 227–228.
16. ↑  Yarmolinsky 2014, pp. 225–226.
17. ↑  Yarmolinsky 2014, p. 228.
18. ↑  Yarmolinsky 2014, p. 229.
19. ↑  Yarmolinsky 2014, p. 211.
20. ↑  Yarmolinsky 2014, p. 221.
21. ↑  “Lenin's What Is To Be Done?: The Primitiveness of the Economists and the Organization of the Revolutionaries”. marxists.org. p. Chapter 4E. 2021年8月12日閲覧。